# Peugeot 306
Peugeot 306 — французский автомобиль гольф-класса, выпускавшийся компанией Peugeot с 1993 по 2002 год. В течение всего периода производства Peugeot вносил в модель 306 множество технических и внешних изменений, чтобы не отставать от конкурентов. В 2001 году Peugeot 306 была заменена на 307. Версии кабриолет и универсал выпускались до 2002 года. Всего было выпущено более 2,8 миллиона автомобилей Peugeot 306.

## История
Автомобиль разрабатывался с 1990 по 1992 год, над дизайном кузова работало кузовное ателье «Pininfarina». Peugeot 306 был сконструирован на платформе Citroen ZХ. Автомобиль получил переднюю независимую подвеску типа McPherson со штангой и винтовыми пружинами, а задняя подвеска имела независимый продольный рычаг.
Peugeot 306 был впервые представлен в марте 1993 года на автосалоне в Женеве, тогда же начались официальные поставки дилерам. Peugeot 306 стал преемником Peugeot 309. Изначально автомобиль производился в кузове 3- и 5-дверный хетчбэк, а годом позже были представлены версии в кузовах седан и кабриолет. Модель 306 выпускалась с 4 двигателями: бензиновыми 1,4 л (75 л. с.), 1,6 л (88 л. с.), 1,8 л (101 л. с.) и турбодизелем 1,9 л (92 л. с.). В том же году стала доступна модификация с АКПП.

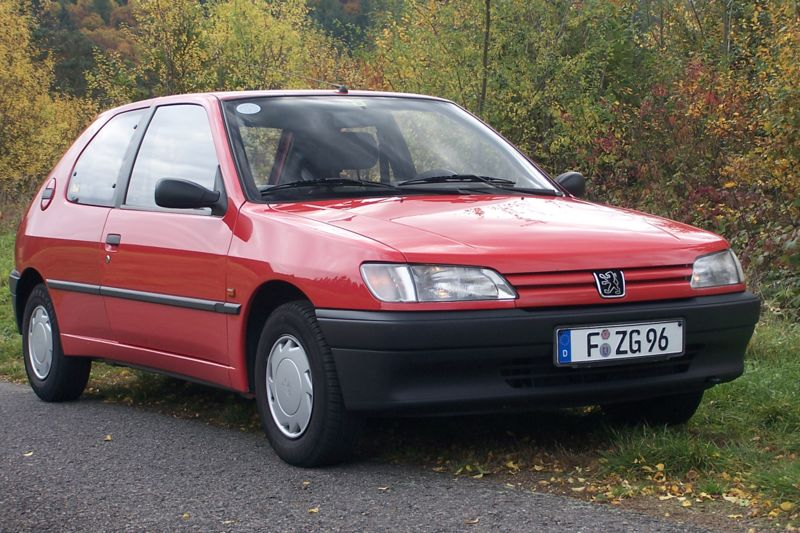
3-х дверный хетчбэк
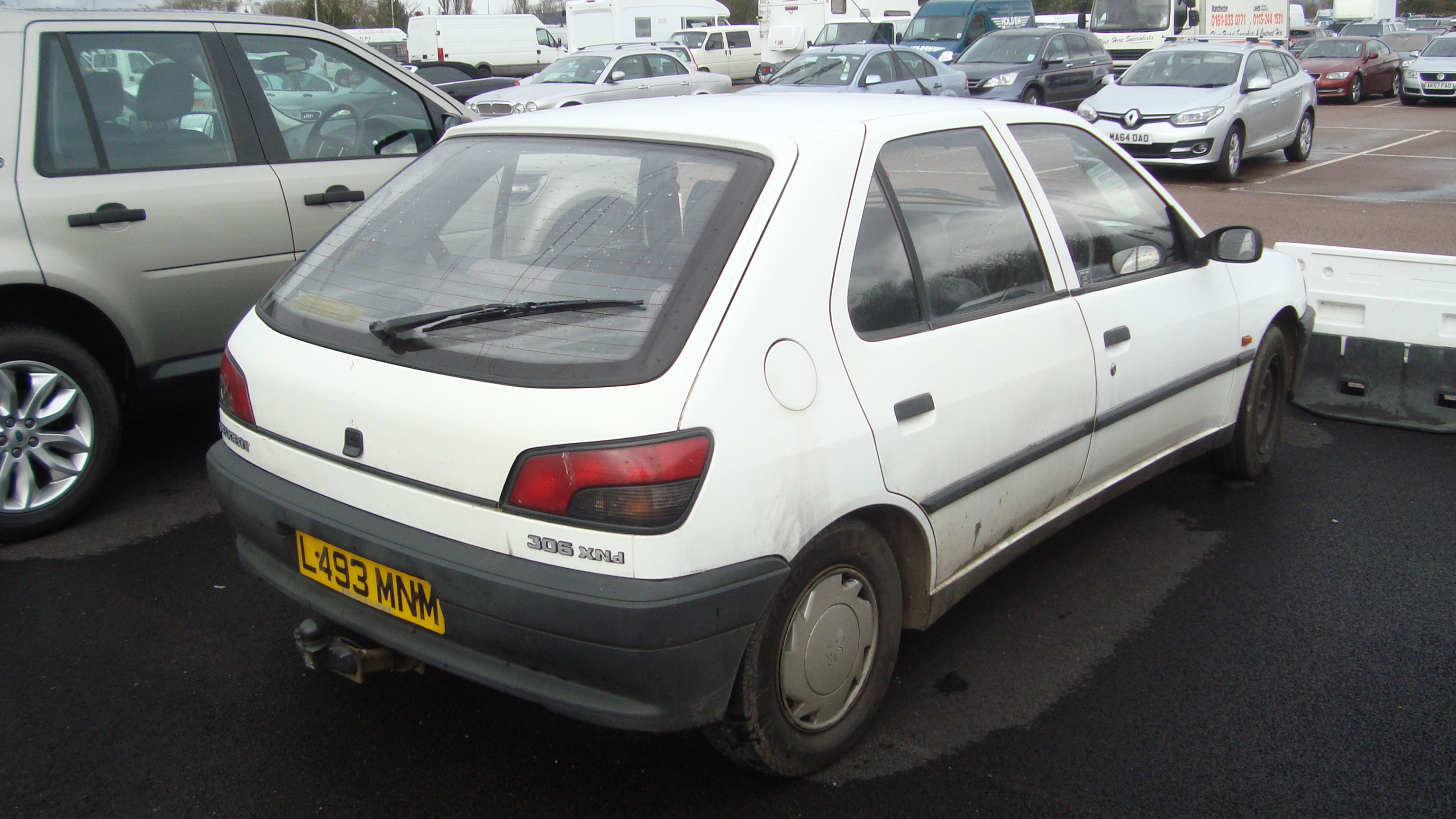
4-х дверный хетчбэк
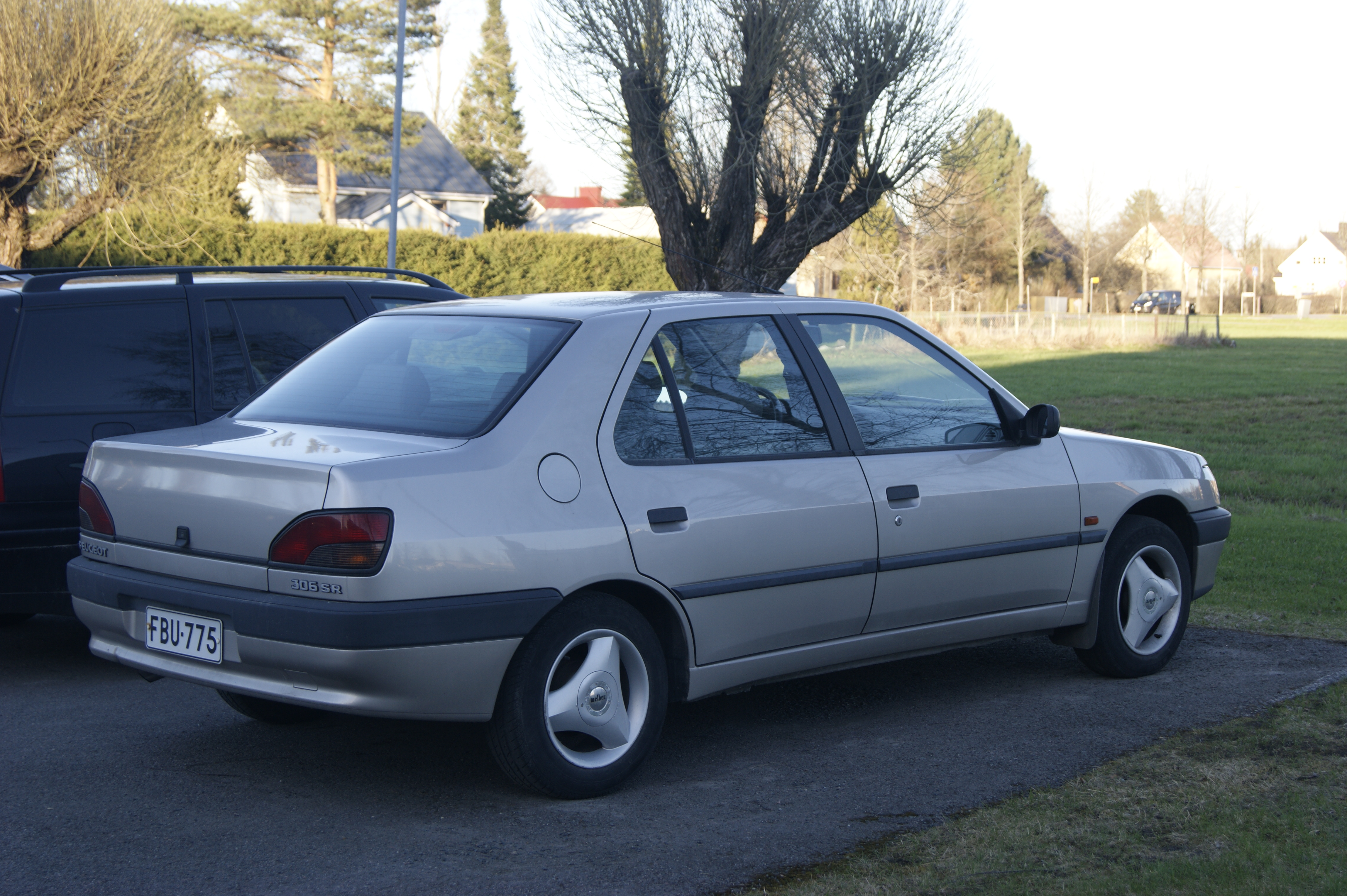
Седан
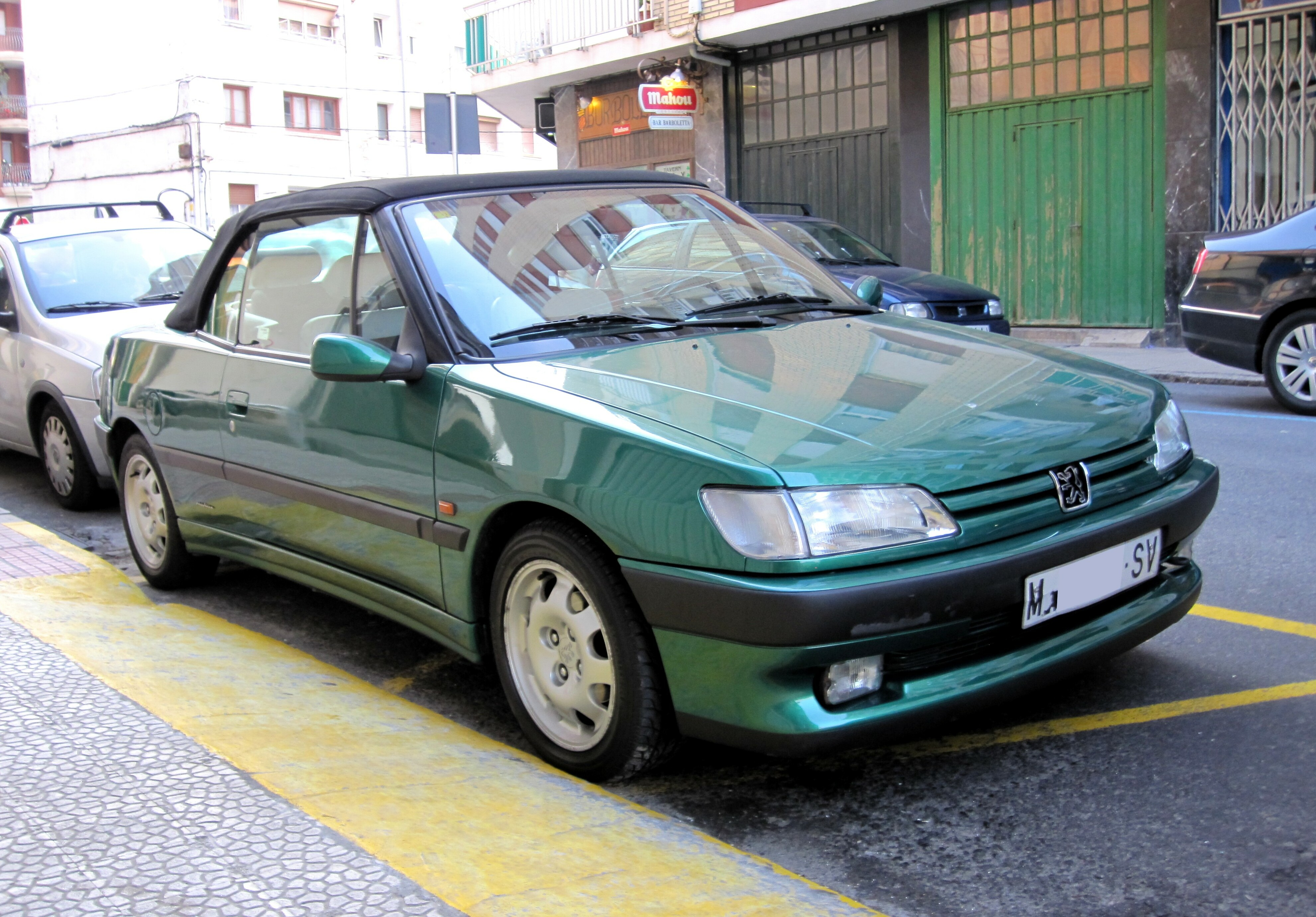
Кабриолет
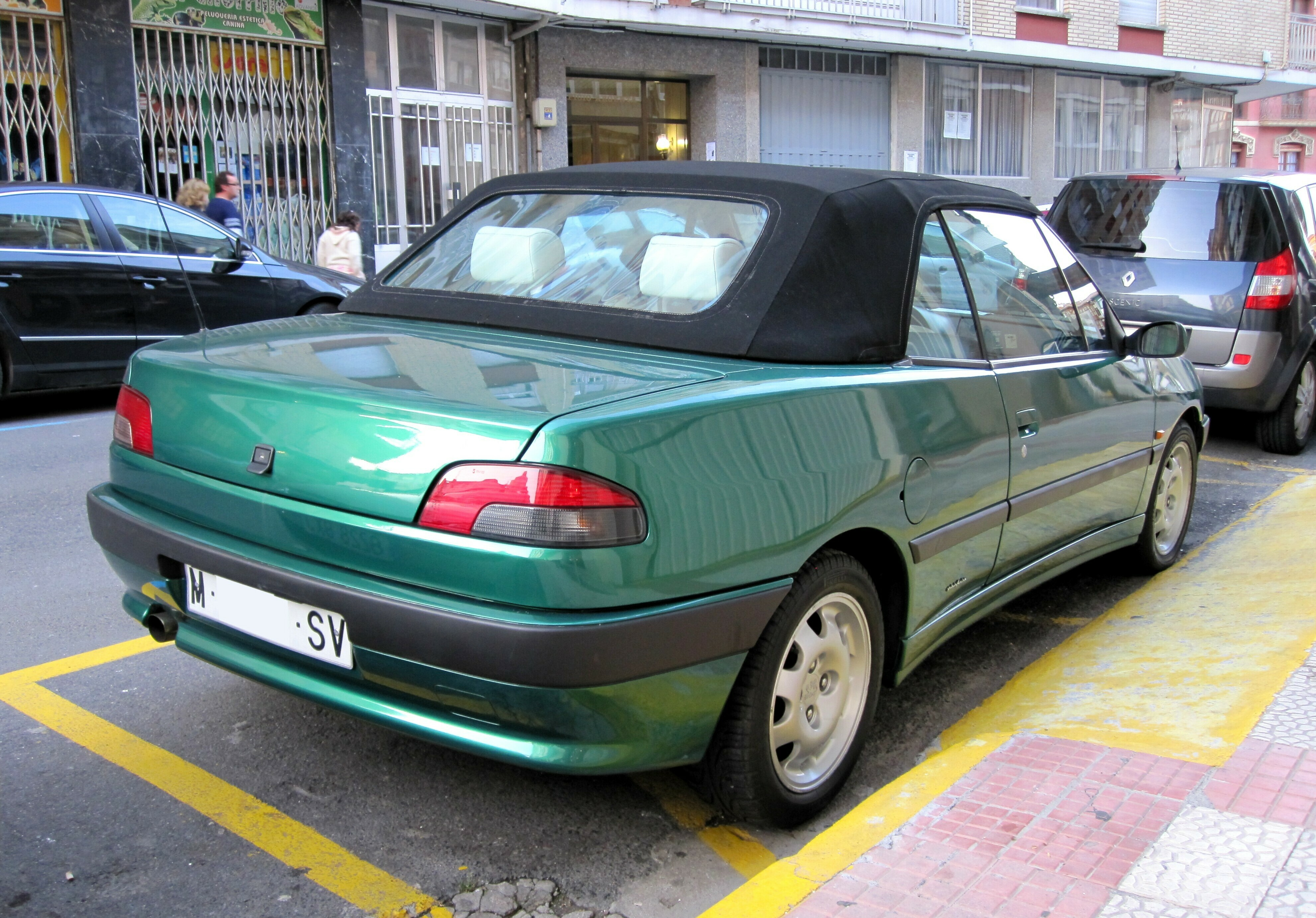

За время производства модели 306 было предложено большое множество различных модификаций, включая Genoa, XSS, XT, XRdt и XLd. Позже появились спортивные модификации, такие как S16, XSi и GTI-6 (бензиновые) и D-Turbo S (дизельные). Бензиновые двигатели (за исключением некоторых редких карбюраторных версий в 1993 году) штатно оборудовались электронным впрыском топлива и катализатором, тогда как на дизельных двигателях катализаторы появились во время рестайлинга в апреле 1997 года.

## Рестайлинг 1997 года
В 1997 году был произведён рестайлинг, из-за которого модель 306 получила следующие изменения:
- Новые передние фары теперь стали оснащаться поворотниками;
- Передние противотуманные фары продолговатые (для премиальных комплектаций) и круглые для S16;
- Новая решётка радиатора и новый шильдик «Peugeot 306»;
- Новые задние фонари;
- Появился третий стоп-сигнал;
- Новая кнопка багажника с логотипом «306»;
- Цифровой одометр.

Также в ходе рестайлинга в апреле 1997 года в модельном ряду 306 появилась версия в кузове универсал. Этот универсал, собиравшийся на заводе PSA в Мадриде, разработан на основе 5-дверного хетчбэка.
С 1999 года выпускался и в кузове кабриолет. Оснащались подвеской Макферсон.